# Ollerup Efterskole
Ollerup Efterskole er en efterskole for 9.-10. klasses elever med hovedvægt på musikken.
Den blev grundlagt i 1997 og er placeret i den lille by Ollerup på Sydfyn. Siden grundlæggelsen er skolen
gået hen og blevet yderst populær, og man skal være hurtigt ude for at få en plads blandt eleverne.
Skolen er bygget op omkring musikken, og eleverne er selv med til at skabe deres egen hverdag. Eleverne har mulighed for utallige valgfag, musikfag, soloundervisning mm. Det er alt sammen med til at danne dem som elever.
Hvert år tager skolen på en udenlandsturné hvor man spiller koncerter både klassisk og rytmisk, både inden for kormusik
og mere instrumental baseret musik. Siden starten har skolen være bl.a i Tjekkiet, Ungarn, Tyskland og Norge.

## Ekstern henvisning
- Ollerup Efterskole – Sang og Musik

| Skole | Spire Denne artikel om en skole, en uddannelsesinstitution eller uddannelse er en spire som bør udbygges. Du er velkommen til at hjælpe Wikipedia ved at udvide den. |